# Tankard
Tankard — немецкая трэш-метал-группа из Франкфурта, основанная в 1982 году. Начиная со своего первого альбома, группа не изменяла взятому в самом начале направлению — создавать быстрые метал-песни, прославляющие алкоголь. В связи с этим получило распространённое мнение, что они изобрели жанр «алкоголик-метал». Сами себя Tankard называют «королями пива». Наряду с Kreator, Sodom и Destruction составляют так называемую «большую тевтонскую четверку трэш-метала».

## История
Будущий вокалист «Tankard» — Андреас Джеремиа примкнул к школьной банде, в которой играли Аксель Кацман (гитара), Франк Торварт (бас) и Оливер Вернер (ударные). Называлась она сначала «Vortex», затем «Avenger» и лишь потом переименовалась в «Tankard». Избранный вначале стиль, которого команда старалась придерживаться на протяжении всей своей деятельности, можно было определить как бунтарский трэш.
Свой первый концерт группа отыграла в школьных стенах 28 мая 1983 года. Юные музыканты во время него подогревали себя пивом, которое притащили в пакетах из-под молока, поскольку официально в школе распивать пиво не разрешалось. К тому времени образовавшуюся вакансию второго гитариста (а им был Бернард Рапприх) занял большой поклонник AC/DC Энди Булгаропулос.
Настоящим же «боевым крещением» для «Tankard» стало выступление в Синдлингене в компании с Sodom и Destruction. Однако после этого последние две группы получили контракт с лейблом «SPV», а «Tankard» остались за бортом. Тогда Андреас сотоварищи записали пару демозаписей: «Heavy Metal Vanguard» и «Alcoholic Metal» и при помощи менеджера Буффо Шнадельбаха договорились с «Noise records» о выпуске своего первого альбома. Zombie Attack разошёлся тиражом в 10000 копий, но ребят это не сильно огорчило, и они продолжили своё дело. Популярность группы потихоньку росла благодаря юморной алкогольной тематике, перемежающейся с политической иронией. Так, например, альбом 1987 года Chemical Invasion, вышедший во время пивного кризиса, был направлен против добавления импортных химикатов в немецкое пиво.
К началу 1988 года в команде поменялся барабанщик, и место за ударной установкой занял Арнульф Тунн. В том же году группа много гастролировала по Европе (в основном в Германии, Голландии и Бельгии).
В 1990 году вышел «The Meaning Of Life», первый альбом «Tankard», попавший в немецкие чарты. Тур в его поддержку команда провела в компании с Rumble militia и Napalm. Концерты в Бохуме и Франкфурте были записаны на плёнку, а затем изданы в виде концертника «Fat, Ugly & Live». Тем временем популярность коллектива шагнула далеко за пределы Германии, и его восторженно принимали в Турции и Болгарии, где группа играла на разогреве у «Meglomaniax» и «Xentrix». После выхода «Two Faced» в «Tankard» вновь сменился ударник и на этот раз вакансию занял Олаф Циссель. Обновлённый состав начал с того, что выпустил альбом, состоящий из одних каверов, «Angetankt».
После того, как пластинка увидела свет у Кацмана начались проблемы со здоровьем, и он был вынужден покинуть команду. Его решили не менять, и «Tankard» остались в виде квартета. К 1997 году Кацман поправился, но в «Tankard» не стал возвращаться, а вместе с Адрианом Йоргеном основал проект «Nemesis». Правда и без него дела у команды продвигались успешно, и диск 2000 года, «Kings Of Beer», продавался очень даже неплохо. А своё 20-летие «металлисты-алкоголики» отметили выпуском мощного альбома «B-day».
Последние восемь лет группа стабильно выпускает альбомы через каждые два года. Возврат интереса публики к german old-school thrash уже ощущался, и оснований было достаточно. Его подкрепила следующая работа немцев «Beast of Bourbon» (2004); начиная с открывающих бескомпромиссных, прямолинейных и воинственных «Under Friendly Fire» и «Slipping from Reality», они ни на миллиметр не уступала по качеству предшественнику. Удалась «Die with a Beer in Your Hand» — пародия на весь тру-метал вместе взятый, с его мечами, воинственным пафосом и Мановаром. И не обойтись без бонуса — кавер-версии группы «Cock Sparrer» «We’re Coming Back» к лимитированной версии «Бурбонной бестии», — давненько не было у «Tankard» таких весёлых штуковин. В концертном календаре стало тесно: Португалия, США, Швеция, Ирландия, бывшая Югославия, почти каждый уикенд бэнд отрывался от домашних очагов и отправлялся сеять в сердцах поклонников доброе, вечное и хмельное. В мае 2005 года в родном клубе Batschkapp во Франкфурте был отснят первый DVD «Fat, Ugly and Still (A)Live». Кроме самого концерта, за 5 часов полезного времени поклонник «Tankard» увидит на нём много закулисных съёмок. Не катая долго вату, в январе 2006 года группа выпустила ещё один студийный комплект новых песен под названием «The Beauty and the Beer». Продукт звучал не так массивно, очевидно в силу того, что мастеринг проходил у розовощёкого и довольного жизнью Микки Юсиллы в финской студии Финнвокс. Из песен можно выделить за кипучую энергию «Ice-Olation» и «We Still Drink the Old Ways». Пивное упорство и приколизм «Tankard» всё-таки стал правильным выбором по жизни. В апреле того же 2006 группе повезло выступить на олимпийском стадионе в Берлине и исполнить в честь любимого франкфуртского футбольного клуба «Айнтрахт» (во время игры с баварцами) гимн «Schwarz-Weiß wie Schnee». Акция вместе со старыми демо и видеороликами вошла в 4-песенный EP «Schwarz-Weiß wie Schnee», осчастливив спортивного фанатика Джерре. Правда к тому моменту господин Геремия и любитель спорта стал похож на пивной бочонок, к которому так активно прикладывается: «Да, признаюсь, набрал в последние годы несколько кило».
AFM не стали позориться и 25-летний юбилей такой команды отметили в 2007 году дружелюбно по отношению и к фэнам, и к простым слушателям, никогда не слышавших о «TANKARD», и к коллекционерам. Под шапкой «Best Case Scenario: 25 Years in Beers» рынок получил компиляцию из треков ранних альбомов (до 98 года), 2-дисковый сет тиражом 5000 экземпляров с бонусным трибьют-диском на 75 минут, где грядка известных и мутных немецких групп (среди них «Paradox», «Sacred Steel», «Manticora» etc.) переигрывают песни «Tankard», и, наконец, раритетный фан-бокс с 4 пикчер-винилами последних 4 альбомов, футболкой, постером и пивной кружкой с логотипом группы объёмом 0, 33 мл.
Пост-юбилейный альбом снова ваял Энди Классен, так что качеством «Thirst» (2008) убеждает, а вот музыкальная традиционность может где-то и из равновесия вывести. Ладно, за завидное трудолюбие бюргерам можно многое простить. Можно от души пьяно погорланить песни «Octane Warriors», «Myevilfart», «Stay Thirsty!». «Откуда мы берём энергию? — комментирует вокалист бодрость диска „Thirst“. — Это оттого, что для нас это тотальное веселье и непринуждённое отношение к делу». На всякий случай, в лимитированное издание «Thirst» не вошло никаких аудио-сладостей, только ДВД с клипом на «Stay Thirsty» и автобиографическим документальным фильмом. Подводя юбилейные итоги, фронтмен Джерре сказал:
Я горжусь тем, что мы ни разу не распались – особенно в середине 90-х, когда треш был не особенно популярен... Мы продолжаем, потому что действительно "в теме", нам нравится играть такой музон. Другой причиной нашего долголетия является то, что у каждого из нас есть постоянная работа, и никто не давит на нас по поводу большого количества продаж пластинок или концертов. Мы совершенно свободны. Потому и музыка идёт от сердца.
17-й студийный альбом One Foot in the Grave, был выпущен 2 июня 2017 года. Группа выпустила 18-й студийный альбом, Pavlov's Dawgs, 30 сентября 2022 года.
31 июля 2023 года было объявлено, что Tankard (вместе с Kreator, Sodom и Destruction) включены в программу фестиваля Klash of the Ruhrpott, который должен состояться 20 июля 2024 года в амфитеатре Гельзенкирхена в Германии. Это первый раз, когда все группы «Большой тевтонской четверки» выступят вместе.

## Состав
- Андреас Джеремиа — вокал.
- Андреас Гутъяр — гитара.
- Франк Торварт — бас-гитара.
- Олаф Циссель — ударные.

### Бывшие участники
- Аксель Кацман — гитара (1982—1993)
- Бернард Рапприх — гитара (1982—1983)
- Энди Булгаропулос — гитара (1983—1999)
- Оливер Вернер — ударные (1982—1988)
- Арнульф Тунн — ударные (1988—1994)

## Дискография

### Студийные альбомы
| Year of Release | Title                   | Label                |
| 1986            | Zombie Attack           | Noise Records        |
| 1987            | Chemical Invasion       | Noise Records        |
| 1988            | The Morning After       | Noise Records        |
| 1990            | The Meaning of Life     | Noise Records        |
| 1992            | Stone Cold Sober        | Noise Records        |
| 1994            | Two Faced               | Noise Records        |
| 1995            | The Tankard             | Noise Records        |
| 1998            | Disco Destroyer         | Century Media        |
| 2000            | Kings of Beer           | Century Media        |
| 2002            | B-Day                   | AFM Records          |
| 2004            | Beast of Bourbon        | AFM Records          |
| 2006            | The Beauty and the Beer | AFM Records          |
| 2008            | Thirst                  | AFM Records          |
| 2010            | Vol(l)ume 14            | AFM Records          |
| 2012            | A Girl Called Cerveza   | Nuclear Blast        |
| 2014            | Rest in Beer            | Nuclear Blast        |
| 2017            | One Foot in the Grave   | Nuclear Blast        |
| 2022            | Pavlov’s Dawgs          | Reaper Entertainment |

### DVD
- Fat, Ugly And Still (A) Live (2005)

### Другие релизы
- Heavy Metal Vanguard (1984) — демо
- Alcoholic Metal (1985) — демо
- Alien (1989) — EP
- Hair of the Dog (1989) — сборник
- Open All Night (1990) — видео
- Fat, Ugly and Live (1991) — концертный альбом
- Best Case Scenario: 25 Years in Beers (2007) — сборник
- Schwarz-weiß wie Schnee (2017) – EP
- Hymns for the Drunk (2018) — сборник
- For a Thousand Beers (2022) — бокс-сет